# Маркакольский район
Маркако́льский райо́н (каз. Марқакөл ауданы) — административная единица на востоке Казахстана в составе Восточно-Казахстанской области, существовавшая в 1928—1930, 1939—1963, 1964—1997 годах. 30 августа 2023 года решением городских депутатов Маркакольский район был снова образован с райцентром в селе Маркаколь.

## История
Маркакольский район был образован в составе Семипалатинского округа 17 января 1928 года из частей Дарственной и Пограничной волостей Зайсанского уезда Семипалатинской области (утверждено ВЦИК 3 сентября 1928 года). В его состав вошли семь сельсоветов (Бурановский, Черняевский, Горный, Успенский, Чумекский, Алексеевский, Архиповский) и три аулсовета (Чигировский, Кальджирский, Терсайский).
Постановлением ВЦИК от 23 июля 1930 года в Казакской АССР было ликвидировано окружное деление и введено районное, в основу которого были положены укрупнённые районы. В связи с этим Маркакольский район был упразднён, а его территория вошла в состав Зайсанского и Катон-Карагайского районов, имевших с 17 декабря 1930 года прямое республиканское подчинение.
Указом Президиума Верховного Совета Казахской ССР от 16 октября 1939 года за счёт разукрупнения Зайсанского и Катон-Карагайского районов был вновь образован Маркакольский район в составе существовавшей с 20 февраля 1932 года Восточно-Казахстанской области, который состоял из десяти сельсоветов: Алексеевского, Архиповского, Горного, Кальджирского, Успенского, Чигировского, Бобровского, Бугумуюзовского, Орловского, Пролетарского.
Указом Президиума Верховного Совета Казахской ССР от 13 августа 1954 года часть сельсоветов была объединена: Успенский и Алексеевский — в Алексеевский, Бугумуюзовский и Орловский — в Орловский, Кальджирский и Чигировский — в Чигировский.
Указом Президиума Верховного Совета Казахской ССР от 26 сентября 1957 года объединены сельсоветы: Бобровский, Орловский и Пролетарский в — Бобровский, Бурановский  и  Чигировский — в Бурановский, Горновский и Архиповский — в Горновский.
Указом Президиума Верховного Совета Казахской ССР от 2 января 1963 года Маркакольский район вторично упразднён, территория вошла в состав Курчумского сельского района.
Указом Президиума Верховного Совета Казахской ССР от 31 декабря 1964 года деление на сельские и промышленные районы было ликвидировано. Во вновь образованный Маркакольский район из состава Курчумского района были переданы сельсоветы: Алексеевский, Бобровский, Бурановский, Горновский.
Решением Восточно-Казахстанского облисполкома от 12 июля 1967 года № 353 в соответствии с постановлением Совета Министров Казахской ССР от 29 мая 1967 года образован Черняевский сельсовет.
Указом Президиума Верховного Совета Казахской ССР от 28 июня 1972 года образован Каройский сельсовет.
Указом Президента Республики Казахстан от 23 мая 1997 года Маркакольский район упразднён в третий раз, территория вошла в состав Курчумского района Восточно-Казахстанской области.
30 августа 2023 года Маркакольский район с райцентром в селе Маркаколь был образован в четвёртый раз.